# Johann Heck (Mediziner)
Johann Heck (* um 1400 in Büderich; † 17. Juni 1472 in Köln) war Magister der freien Künste, Doktor der Medizin und Professor an der Kölner medizinischen Fakultät.

## Leben
Seine Familie wird im ersten Viertel des 15. Jahrhunderts als Inhaber von Gindericher Gütern des St. Viktorstiftes in Xanten aufgeführt.
Er studierte von 1414 bis 1418 in Heidelberg und ab 1422 in Köln. 1431 wird er im Register Papst Eugens IV. als Artistenmagister und Doktor der Medizin geführt. Am 23. Mai 1431 bewilligte ihm Papst Eugen IV. ein Vikariat in Trier. Am 30. März 1436 wurde er Mitglied des Baseler Konzils. Von 1454 bis zu seinem Tod war er Professor an der medizinischen Fakultät in Köln. Neben seiner Lehrtätigkeit an der Hochschule praktizierte er auch als Arzt. Er starb als vermögender Mann mit stattlicher Bibliothek, die 225 Items und noch erheblich mehr Buchtitel umfasste.

## Vermögen und testamentarische Bestimmungen
Das zu vererbende Gesamtvermögen belief sich auf über 11.000 fl, was in etwa vergleichbar war mit dem Haushaltsvolumen der Stadt Wesel. Damit zählte Johann Heck zu den reichsten Bürgern des Rheinlandes seiner Zeit.
Neben seinen Verwandten bedachte er vor allem kirchliche und karitative Einrichtungen. So stiftete er der Pfarrkirche in Büderich zwei neue Vikarien mit Altar im Wert von 110 fl. Der hier gestiftete Annenaltar wurde damals zu drei schon bestehenden als vierter Nebenaltar der Pfarrkirche errichtet. Der der heiligen Anna geweihte Altar befand sich auf der Nordseite des Turmes. Auch der Bau des Büdericher Kirchturms wurde aus dem Nachlass 1475 unterstützt.
Darüber hinaus bedachte er die Stadt Büderich und unterstützte das Hospital von St. Ursula in Köln, das Hospital bzw. Gasthaus in Büderich, arme Schüler und Studenten sowie eine Liste von weiteren armen Personen, Häuser der Devotio moderna und Konvente der Kartäuser.